# Aeroporto de Stavanger, Sola
O Aeroporto de Stavanger, Sola (em norueguês: Stavanger lufthavn, Sola) (IATA: SVG, ICAO: ENZV) é um aeroporto localizado na cidade de Sola  e que serve principalmente à cidade de Stavanger, na Noruega, sendo o terceiro aeroporto mais movimentado do país.